# Joshua John Miller
Pour les articles homonymes, voir Miller.
Joshua John Miller est un acteur, réalisateur et scénariste américain né le 26 décembre 1974 à Los Angeles.
Fils de l'acteur Jason Miller et de l'actrice et mannequin Susan Bernard, Joshua John Miller est par ailleurs le demi-frère de l'acteur Jason Patric.

## Filmographie

### comme acteur
- 1982 : Halloween 3 : Le Sang du sorcier (Halloween III: Season of the Witch) : Willie Challis
- 1984 : The Fantastic World of D.C. Collins (TV) : François
- 1986 : Stoogemania (en) de Chuck Workman : Young Howard
- 1986 : Le Fleuve de la mort (River's Edge) : Tim
- 1987 : Aux frontières de l'aube (Near Dark) de Kathryn Bigelow : Homer
- 1989 : Rhythm Nation 1814 : TJ
- 1989 : Teen Witch : Richie Miller
- 1989 : Meet the Hollowheads (en) : Joey
- 1990 : Class of 1999 : Angel
- 1990 : Ghost Writer (TV) : Edgar Starck
- 1990 : Coups pour coups (Death Warrant) : Douglas Tisdale
- 1991 : Newman (And You Thought Your Parents Were Weird) de Tony Cookson : Josh Carson
- 1999 : The Mao Game : Jordan Highland
- 2007 : Le Sorcier macabre : Jinky

### comme réalisateur
- 1999 : The Mao Game
- 2024 : The Exorcism (coréalisé avec M. A. Fortin)

### comme scénariste
- 2015 : Scream Girl (The Final Girls)
- 2024 : The Exorcism (coscénarisé avec M. A. Fortin)